# 山本顧彌太

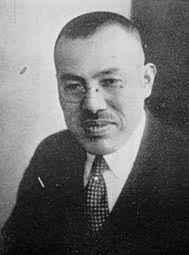
山本顧彌太

山本 顧彌太（やまもと こやた、1886年1月19日 - 1963年11月25日）は、日本の実業家。
1886年、大阪府に生まれる。高校を卒業した後、大阪で綿織物を扱う会社を設立し、財を成した。
武者小路実篤に傾倒し、白樺派のパトロン的存在となった。武者小路から白樺派美術館建設構想に協力してもらいたいとの依頼により、1919年にゴッホのひまわりを購入した。当時の金額で7万フラン（現在の価格に換算すると約2億円)であったという。購入以降、日本国内で数度展示されたが、美術館構想が頓挫したため、絵は山本の芦屋の自邸に飾られていた。のちの1945年、この絵はアメリカ軍による芦屋空襲により山本の邸宅と共に焼失した。
1963年11月25日に死去。77歳没。